# Breidis Prescott
Breidis Enrique Prescott Consuegra (* 3. Mai 1983 in Barranquilla) ist ein kolumbianischer Profiboxer im Halbweltergewicht.

## Amateurkarriere
Breidis Prescott gewann als Amateur fünf Kolumbianische Meisterschaften, zuletzt 2004 im Halbweltergewicht. 2002 nahm er im Halbweltergewicht an den 19. Zentralamerika- und Karibikspielen in San Salvador teil, wo er durch einen Sieg gegen Anthony Lennox aus Guyana ins Viertelfinale einzog. Dort erreichte er gegen Lokalmatador Carlos Torres ein Unentschieden (22:22), wobei Torres schließlich durch Hilfspunkte zum Sieger erklärt wurde.
2003 startete er im Halbweltergewicht bei den 14. Panamerikanischen Spielen in Santo Domingo, wo er durch einen Sieg gegen Lucas Matthysse aus Argentinien erneut ins Viertelfinale einzog. Auch hier erreichte er ein Unentschieden gegen Juan de Dios Navarro aus Mexiko (14:14), der anschließend ebenfalls durch Hilfspunkte zum Sieger erklärt wurde.
2004 gewann Prescott die Goldmedaille im Halbweltergewicht beim Independence Cup in Santiago de los Caballeros und versuchte sich für die Olympischen Sommerspiele von Athen zu qualifizieren, scheiterte jedoch bei den amerikanischen Ausscheidungskämpfen in Tijuana und Rio de Janeiro jeweils gegen den US-Amerikaner Rock Allen.

## Profikarriere
Im Juli 2005 bestritt er seinen ersten Profikampf und gewann bis Februar 2009 jeden seiner 21 Kämpfe, davon 19 vorzeitig. Dabei wurde er Kolumbianischer Meister im Halbweltergewicht sowie Zentralamerikanischer Meister der WBC im Halbweltergewicht und Leichtgewicht. Zu seinen besiegten Gegnern zählten Jaison Palomeque (4:0), José Agustín Feria (11:0), Richard Abril (10:0) und Humberto Toledo (33:5).
Den wohl bedeutendsten Sieg seiner Karriere feierte er am 6. September 2008 in Manchester, als er den späteren Mehrfachweltmeister Amir Khan (18:0) nach nur 54 Sekunden der ersten Runde schwer K. o. schlug und somit neuer Interkontinentaler Meister der WBO im Leichtgewicht wurde. Vom Ring Magazine wurde er anschließend auf Platz acht der Weltrangliste geführt.
Am 17. Juli 2009 erlitt er in Las Vegas die erste Niederlage seiner Profilaufbahn, als er dem späteren IBF-Weltmeister Miguel Vázquez (24:3) aus Mexiko knapp nach Punkten unterlag. Vázquez, der in der ersten Runde des Kampfes einen Niederschlag hinnehmen musste, wurde am Ende von zwei Punktrichtern mit 95-94 und 96-93 vorne gesehen, während der dritte Punktrichter den Kampf 97-92 für Prescott wertete. Auch in seinem nächsten Kampf am 5. Dezember 2009 in Newcastle, musste er sich nach Punkten Kevin Mitchell (29:0) geschlagen geben.
Nach drei folgenden Aufbausiegen in den Vereinigten Staaten, durfte er am 10. September 2011 in einem WM-Titelausscheidungskampf der WBA gegen Paul McCloskey (22:1) antreten, verlor diese Begegnung jedoch in Belfast nicht unumstritten nach Punkten. McCloskey musste zudem in der ersten Runde zu Boden. Am 12. November 2011 boxte er in Las Vegas um die Lateinamerikanische Meisterschaft der IBF, unterlag dabei jedoch erstmals vorzeitig in der zehnten Runde gegen Mike Alvarado (31:0) aus den USA. Prescott hatte bis zu diesem Zeitpunkt bei allen drei Punktrichtern in Führung gelegen.
Am 18. August 2012 schlug er Francisco Figueroa (20:4) einstimmig nach Punkten. Am 30. März hätte er in Las Vegas gegen Chabib Allachwerdiew um die WM-Titel der WBA und IBO kämpfen sollen, jedoch verletzte sich Allachwerdiew im Vorbereitungstraining am Ellenbogen. Der Kampftermin musste daher abgesagt werden. Im März 2013 verlor er nach Punkten gegen Terence Crawford (19:0). Im Juli 2014 unterlag er gegen Roberto Garcia (35-3).
Im März 2015 verlor er knapp nach Punkten gegen Fredrick Lawson (23-0).

## Sonstiges
Sein jüngerer Bruder Daulis Prescott (* 1986) ist ebenfalls Profiboxer und war im Dezember 2012 WM-Herausforderer der WBA im Federgewicht.